# Presbiterianismo no Maranhão
O Presbiterianismo é a terceira maior família denominacional protestante histórica no Estado do Maranhão (atrás dos batistas e adventistas), correspondendo a 0,20% da população do Estado.

## História
Embora os anglicanos ingleses já estivesse presentes no Maranhão desde a abertura dos portos para estrangeiros, os presbiterianos foram os primeiros protestantes a se estabelecer no Estado a partir do proselitismo. Em 3 de julho de 1875 o missionário estadunidense John Smith foi para São Luís, como primeira presença presbiteriana do Estado. Todavia, a igreja só foi estabelecida 11 anos depois, devida a forte intolerância religiosa ao Protestantismo na região.
O Presbiterianismo ganhou força em Teresina com a chegada de George William Butler, que nasceu na Geórgia (Estados Unidos). George veio para o Brasil em 1883, era médico e missionário, enviado pela Igreja Presbiteriana nos Estados Unidos (conhecida como Igreja Presbiteriana do Sul). O missionário veio acompanhado de sua esposa a Sra. Rena Humphrey Butler, inicialmente para Recife (Pernambuco) e em 1883 mudou-se para São Luís (Maranhão) contribuindo para a plantação de igrejas em diversas cidades de forma que o seu trabalho foi fundamental para o surgimento do Presbiterianismo no Nordeste do Brasil.
Os primeiros membros da Primeira Igreja Presbiteriana de São Luís foram Sr. Henry Airlie (cônsul inglês), e do Sr. Jerônimo Tavares (cônsul português), Sr. Thomas MacDonald (mecânico escocês) e a D. Maria Barbara Belfort Duarte, esposa do Dr. Paulo Duarte (o primeiro governador do Estado do Maranhão). A organização da igreja se deu em 6 de Junho de 1886. Outras cidades atingidas pelo presbiterianismo ainda no final do Século XIX pela pregação de Butler foram: Caxias, Alcântara, Itapecuru e Mearim.
Em 1896, o Rev. W. M. Thompson mudou-se para Caxias, tendo continuado o trabalho de Butler. A igreja organizada em São Luís fazia parte do Presbitério de Pernambuco, que em era constituido por 11 igrejas em 1893. Nesse ano, todo o presbitério tinha 632 membros.
Nesse período, a Igreja Presbiteriana do Brasil era formada por 4 presbitérios. O Rev. Belmiro de Araújo foi pastor da igreja de São Luís entre 1893 e 1911, sendo o primeiro pastor presbiteriano brasileiro no Estado. O trabalho de Belmiro foi de grande relevância para o crescimento do Presbiterianismo na capital, diversificando os meios de pregação.
O sr. Thompson. C. R. Womeldorf contribuiu no período para a formação teológica dos pastores locais, além de plantar igrejas em São Bento e no Anil. A igreja de São Luís continuou crescendo, e em 1895 a igreja relatou o total de 85 membros, sendo a terceira maior do presbitério (que na época já tinha 729 membros).

### Cisão
Em 1903 parte dos membros da Igreja Presbiteriana do Brasil (IPB), iniciaram um movimento contra presença de missionários estrangeiros no país, bem como a permissão dos membros de participarem da Maçonaria. Por não ser acatada como posição da denominação, o grupo se separou e formou a Igreja Presbiteriana Independente do Brasil (IPIB).
No mesmo ano foi formada a Igreja Presbiteriana Independente de São Luis, com 53 membros. O primeiro pastor da igreja foi o Rev. Vicente Themudo Lessa, em 1916.
O Rev. V. Themudo contribuiu ainda para a formação de igrejas federadas a IPIB em São Vicente Férrer, Vianna e Cajapió.

### Século XX
A partir de 1906, a Igreja Presbiteriana do Brasil trabalhou com a divulgação nos jornais da cidade. Nos anos seguinte as igreja continuou crescendo, expandindo-se por todo o Estado e tornando-se uma das maiores denominações protestante no Estado.

## Igreja Presbiteriana do Brasil

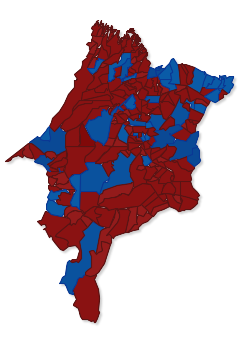
Municípios com igrejas federadas a Igreja Presbiteriana do Brasil no Maranhão

A Igreja Presbiteriana do Brasil (IPB) é a maior denominação presbiteriana no Maranhão, com mais de 90 igrejas e congregações.
A IPB tem atualmente no Estado, 2 de seus sínodos, o Sínodo Maranhão e o Sínodo Centro Sul do Maranhão, que, juntos, abrangem todas as igrejas no Estado.
A IPB e suas igrejas federadas no Maranhão operam 4 escolas no Estado.
A Junta de Missões Nacionais trabalha com missões no Maranhão nos municípios de: Alcântara, Amarante, Carolina, Carutapera, Coelho Neto, Cururupu, João Lisboa, Maranhãozinho, São Bernardo, Timon, Zé Doca.
Devido o crescimento da denominação e a necessidade do preparo teológico para os ministros, o Sínodo Maranhão propôs a criação do Instituto Superior de Tecnologia Reformada em 2017, que funcionaria em São Luís. A decisão sobre a criação será tomada no Supremo Concílio da IPB, em 2018.

## Igreja Presbiteriana Independente do Brasil
A Igreja Presbiteriana Independente do Brasil tem igrejas federadas no Maranhão. A igreja mais conhecida no Estado é a Primeira Igreja Presbiteriana Independente de São Luís.

## Outras denominações
A Igreja Presbiteriana Conservadora do Brasil, Igreja Presbiteriana Unida do Brasil e Igreja Presbiteriana Fundamentalista do Brasil não possuem igrejas federadas no Maranhão.